# Nen Hithoel
Nen Hithoel es un lago ficticio que forma parte del legendarium creado por el escritor británico J. R. R. Tolkien. Era largo y ovalado, y se extendía delante de las puertas de Argonath, en el río Anduin. 
Estaba rodeado de colinas grises y abruptas, con sus cubiertas de árboles, pero las cimas eran desnudas, sin árboles. En el extremo sur había tres colinas, la del medio del lago se llamaba Tol Brandir o la Isla Alta, conocida en Gondor como Escarpa. La que estaba ubicada sobre la margen oriental del lago se llamaba Amon Lhaw y la del margen occidental, Amon Hen, las colinas del oído y de la vista, respectivamente.
El agua del lago se precipitaba por las cataratas de Rauros unas veinte millas al sur y estaba rodeado por las pedregosas colinas de Emyn Muil.

## Etimología
Su nombre en sindarin puede traducirse como «lago brumoso» o «lago nublado»; compuesto por _hîth_ que significa «niebla», raíz KHIS, KHITH y _oel_ que significa «estanque» o «lago», raíz AY- (como en Aelinuial o en Hithaeglir).